# San Juan de la Nava
San Juan de la Nava é um município da Espanha na província de Ávila, comunidade autónoma de Castela e Leão, de área 60,78 km² com população de 577 habitantes (2007) e densidade populacional de 10,48 hab/km².

## Demografia
| Variação demográfica do município entre 1991 e 2004 | Variação demográfica do município entre 1991 e 2004 | Variação demográfica do município entre 1991 e 2004 | Variação demográfica do município entre 1991 e 2004 |
| --------------------------------------------------- | --------------------------------------------------- | --------------------------------------------------- | --------------------------------------------------- |
| 1991                                                | 1996                                                | 2001                                                | 2004                                                |
| 749                                                 | 704                                                 | 664                                                 | 635                                                 |